# Проєкт Illustris
Проєкт Illustris — серія астрофізичних моделювань, метою яких є вивчення процесів формування галактик і еволюції Всесвіту. Перші результати були подані в кількох публікаціях у травні 2014 року й широко висвітлювалися в засобах масової інформації. Остаточні результати опубліковано 2015 року.

## Огляд

Великомасштабна структура моделювання Всесвіту — за аналогією з проєктом Illustris

Проєкт Illustris включає великомасштабні космологічні моделювання еволюції Всесвіту, яке охоплює часові рамки від Великого вибуху до сьогодення, тобто 13,8 мільярда років. Моделювання на основі найточніших даних і розрахунків, доступних на той час, порівнювалося зі спостереженнями, щоб краще зрозуміти природу Всесвіту, зокрема, формування галактик, темної матерії, темної енергії.
Модель охоплює багато фізичних процесів, які, як вважають, є критичними для утворення галактик. Наприклад, утворення зір, вибухи наднових, формування надмасивних чорних дір та їх випромінювання.

## Обчислювальна техніка
Моделювання виконувала міжнародна група дослідників на суперкомп’ютері Кюрі у Комісаріаті атомної енергетики Франції (CEA), а також на суперкомп'ютері SuperMUC у обчислювальному центрі Лейбніца. Загалом було задіяно 8192 процесорних ядра, які в сукупності відпрацювали 19 мільйонів процесорних годин. Максимально було задіяно 25 ТБ оперативної пам'яті. 
Під час моделювання було збережено приблизно 136 знімків загальним обсягом даних понад 230 ТБ.
Для моделювання було застосовано програму «Arepo», яку написав Волкер Спрінгел. Назва програми походить із паліндрому SATOR AREPO… «Arepo» розв'язує рівняння, які пов'язують гравітацію і гідродинаміку, застосовуючи дискретизацію простору на основі теселяції Вороного. Код оптимізований для роботи на великих суперкомп'ютерах із розподіленою пам'яттю, які використовують специфікацію MPI.